# بانوی آکاتا
بانوی آکاتا (به انگلیسی: Akata Woman) یک رمان فانتزی برای بزرگسالان جوان است که در سال ۲۰۲۲ توسط نویسنده نیجریه‌ای آمریکایی، نندی اوکورافور منتشر شد. این کتاب دنباله ای بر جادوگر آکاتا و جنگجوی آکاتا و سومین کتاب از مجموعه فیلمنامه نسبیدی است که پس از انتشار این رمان در فهرست پرفروش ترین های نیویورک تایمز قرار گرفت.

## داستان
پس از اتفاقات کتاب دوم، سانی نوازو که متوجه شد او یکی از تمام زنان مبارز نیمم است، توسط اودیده، یک عنکبوت غول‌پیکر سخنگو، مأموریت می‌یابد تا غزلی را که توسط مادر چیچی دزدیده شده است، پیدا کرده و برگرداند، یا با عواقب وحشتناکی روبرو شود. سانی، اورلو، چیچی و ساشا باید در سراسر کویر سفر کنند.